# 石山洋
石山 洋（いしやま ひろし、1927年7月21日 - 2016年1月16日）は、日本の図書館学者、地理学者、科学史家。

## 人物
東京府豊多摩郡（現中野区）出身。
1951年東京大学理学部地理学科卒、最高裁判所図書館勤務。1952年国立国会図書館上野図書館勤務、1959年国立国会図書館勤務。1982年丹羽賞学術賞受賞。
1953年に、朝倉治彦と共に上野図書館の木造倉庫で江戸時代の蘭書3600余冊を発見し、これが翌年の「蘭学資料研究会」の発足につながった。
雑誌記事索引のオンラインデータベース化に尽力した。
2016年1月16日に死去したことが告知された。88歳没。没後に日本政府から従四位に追叙。

## 共編著
- 『目録作成の技法』植田喜久次共著 日本図書館協会 1986
- 『科学史研究入門』中山茂共著 東京大学出版会 1987
- 『明治・大正・昭和前期雑誌記事索引集成』天野敬太郎共編 皓星社 1994-95
- 『江戸文人辞典 国学者・漢学者・洋学者』朝倉治彦監修,南啓治,鈴木瑞枝共編 東京堂出版 1996